# Orcutt (Kalifornija)
Orcutt je naseljeno područje za statističke svrhe u američkoj saveznoj državi Kalifornija. Prema popisu stanovništva iz 2010. u njemu je živjelo 28.905 stanovnika.